# Европейский маршрут E09
Европейский маршрут E09 — европейский автомобильный маршрут от Орлеана, Франция до Барселоны, Испания, длиной 967 километров. В основном трасса идет вдоль трассы А20/N20 во Франции. В Испании трасса Е09 следует по автомагистралям N-260 и C-16.

## Фотографии

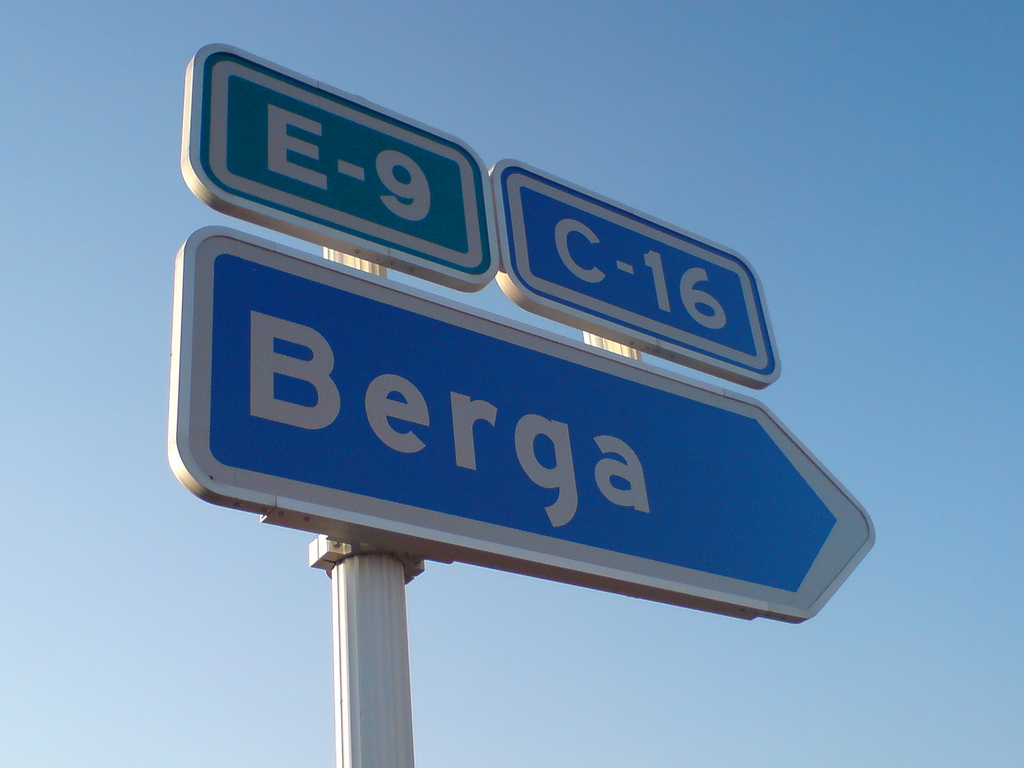
Указатель на Берга, Испания
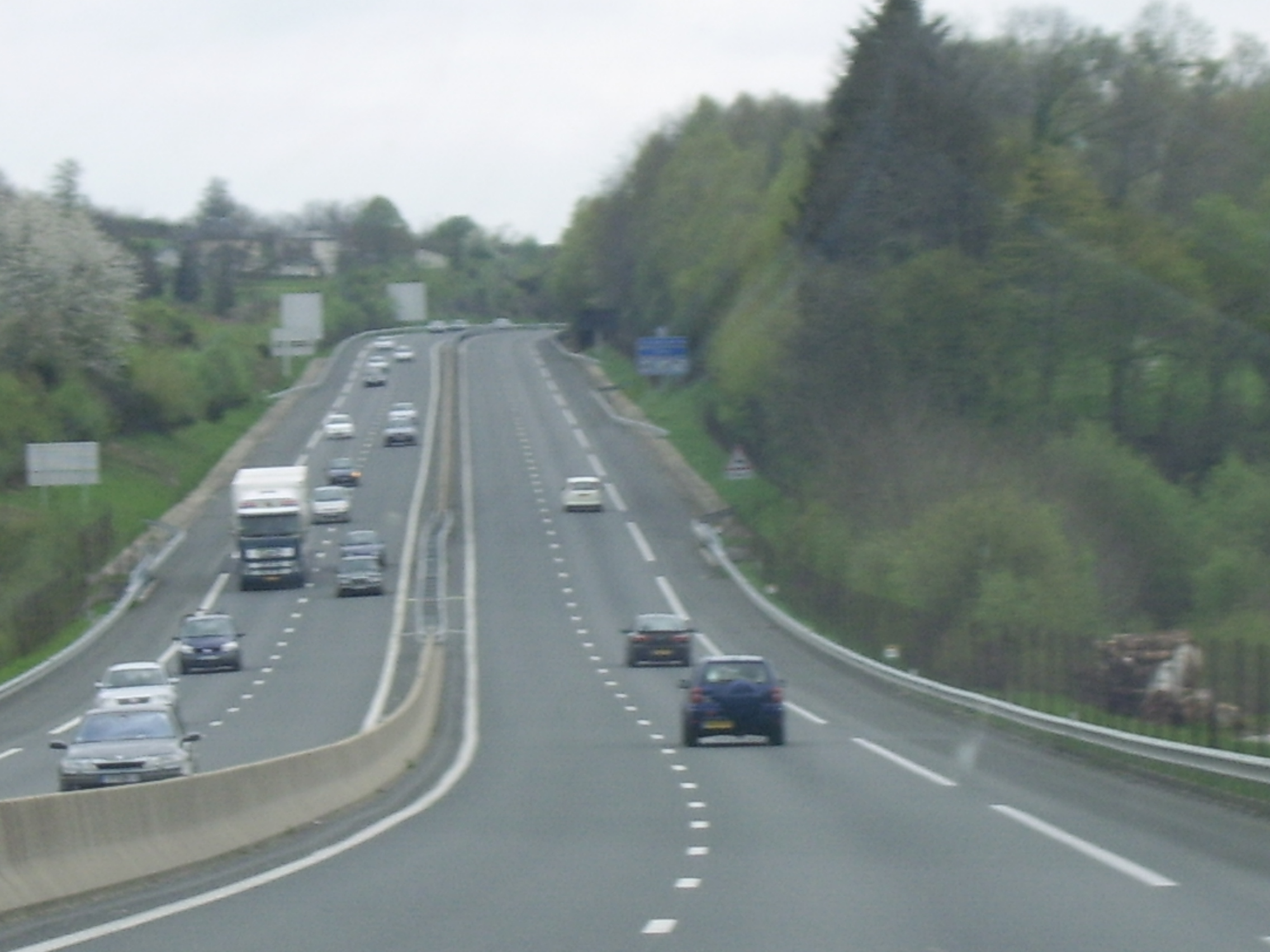
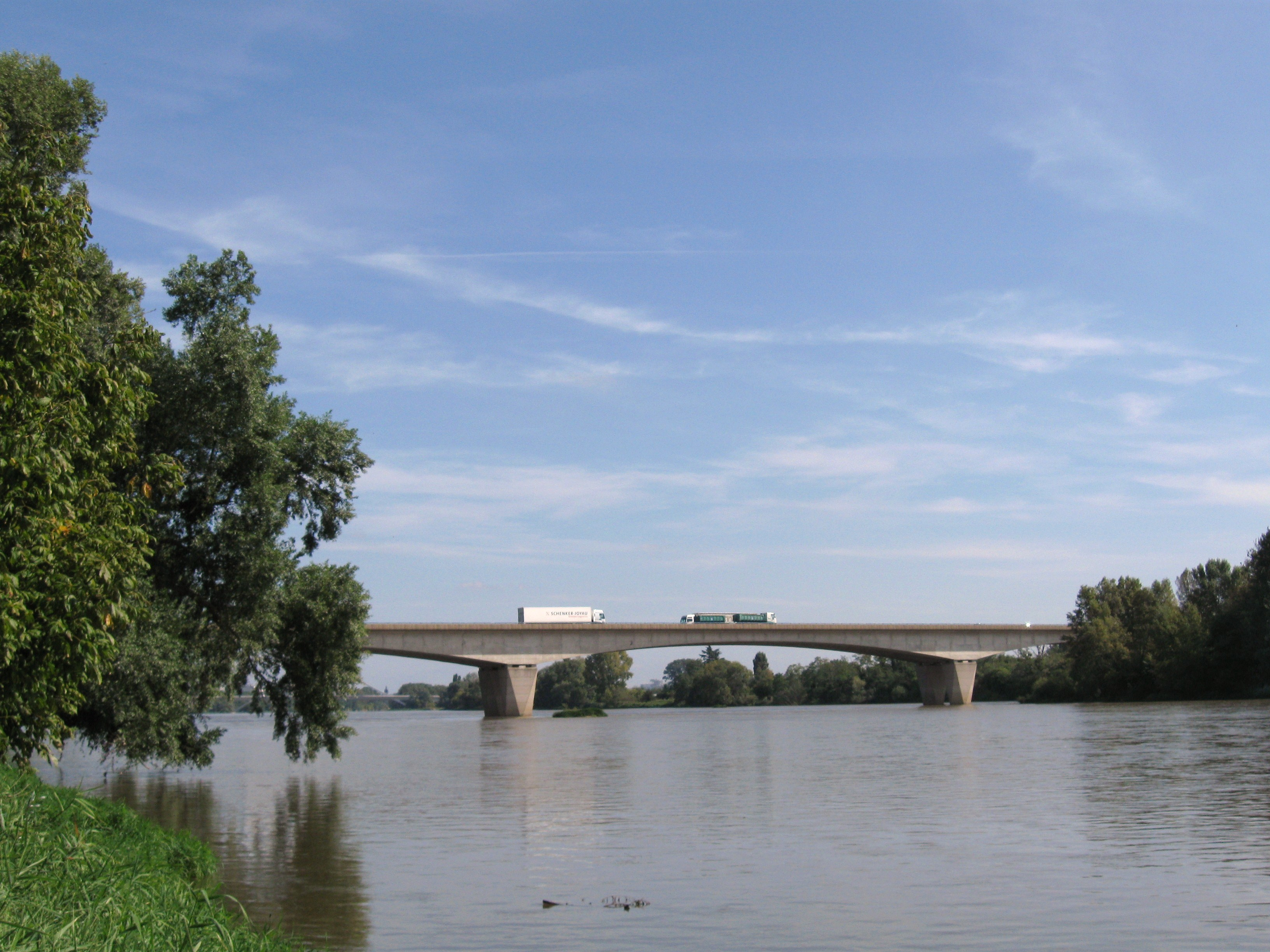
Мост через Луару возле Орлеана
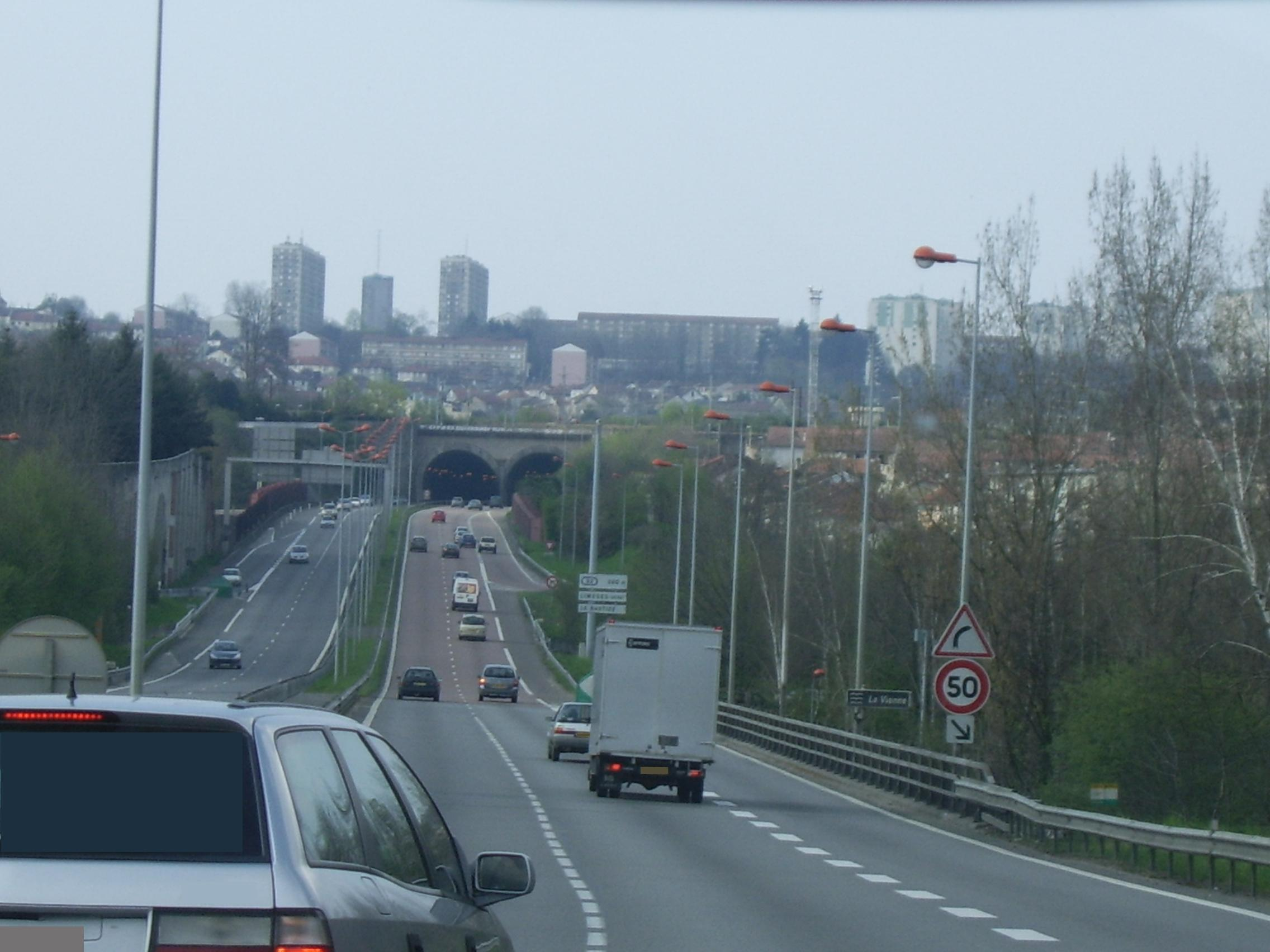
Е09 около Лиможа